# Convenția Națiunilor Unite privind drepturile persoanelor cu dizabilități

CRPD members

Convenția Națiunilor Unite privind drepturile persoanelor cu dizabilități a fost publicată în Monitorul Oficial al României (Partea I, nr. 792 din 26 noiembrie 2010) și a intrat în vigoare.
Convenția obligă părțile să se asigure că persoanele cu dizabilități își pot exercita drepturile pe deplin, în condiții de egalitate cu toți ceilalți cetățeni.

### Principiile care stau la baza Conventiei
Art. 3:
1. Respectarea demnității inalienabile, a autonomiei individuale, inclusiv a libertății de a face propriile alegeri, și a independenței persoanelor;
2. Nediscriminarea;
3. Participarea și integrarea deplină și efectivă în societate;
4. Respectul pentru diversitate și acceptarea persoanelor cu dizabilități ca parte a diversității umane și a umanității;
5. Egalitatea de șanse;
6. Accesibilitatea;
7. Egalitatea între bărbați și femei;
8. Respectul pentru capacitățile de evoluție ale copiilor cu dizabilități și respectul pentru dreptul  copiilor cu dizabilități de a-și păstra propria identitate.

### Prevenirea discriminarii
Art. 5: 1.      Statele Părți recunosc faptul că toate persoanele sunt egale în fața legii și sub incidența legii și au dreptul fără niciun fel  de discriminare la protecție egală și beneficiu egal al legii.
2.      Statele Părți vor interzice toate tipurile de discriminare pe criterii de dizabilitate și vor garanta tuturor persoanelor cu dizabilități protecție juridică egală și efectivă împotriva discriminării de orice fel.
3.      Pentru a promova egalitatea și a elimina discriminarea, Statele Părți vor lua toate măsurile adecvate pentru a se asigura adaptarea rezonabilă.
4.      Măsurile specifice care sunt necesare pentru a accelera sau obține egalitatea de facto a persoanelor cu dizabilități nu vor fi considerate o discriminare potrivit prezentei Convenții.
Art. 8. 1.      Statele Părți se angajează să adopte măsuri imediate, eficiente și adecvate pentru:
(a)    Creșterea gradului de conștientizare în societate, inclusiv la nivelul familiei, în legătură cu persoanele cu dizabilități și pentru promovarea respectării drepturilor și demnității acestora;
(b)    Combaterea stereotipurilor, prejudecăților și practicilor dăunătoare la adresa persoanelor cu dizabilități, inclusiv cele pe criterii de sex și vârstă, în toate domeniile vieții;
(c)     Promovarea recunoașterii capacităților și contribuțiilor persoanelor cu dizabilități.
2.      Măsurile, în acest scop, includ:
(a)    Inițierea și dezvoltarea de campanii publice eficiente de conștientizare destinate:
(i)      Să încurajeze receptivitatea față de drepturile persoanelor cu dizabilități;
(ii)     Să încurajeze percepțiile pozitive și conștientizarea societății intr-un grad mai mare, cu privire la persoanele cu dizabilități;
(iii)    Să promoveze recunoașterea calificărilor, meritelor și abilităților persoanelor cu dizabilități și a contribuției acestora la locul de muncă și pe piața muncii;
(b)    Cultivarea la toate nivelurile sistemului de educație, inclusiv la toți copiii, de la o vârstă fragedă, a unei atitudini de respect față de drepturile persoanelor cu dizabilități;
(c)     Încurajarea mass-media să prezinte persoanele cu dizabilități într-un mod conform cu scopul prezentei Convenții;
(d)    Promovarea programelor de informare care să crească gradul de conștientizare a problematicii persoanelor cu dizabilități și a drepturilor acestora.

### Conceptul de „adaptare rezonabila”
Art. 2.4:„Adaptare rezonabilă” înseamnă modificările și ajustările necesare și adecvate, care nu impun un efort disproporționat sau nejustificat atunci când este necesar într-un caz particular, pentru a permite persoanelor cu dizabilități să se bucure sau să-și exercite, în condiții de egalitate cu ceilalți, toate drepturile și libertățile fundamentale ale omului.

### Accesibilitate
Art.9.1: Pentru a da persoanelor cu dizabilități posibilitatea să trăiască independent și să participe pe deplin la toate aspectele vieții, Statele Părți vor lua măsurile adecvate pentru a asigura acestor persoane accesul, în condiții de egalitate cu ceilalți, la mediul fizic, la transport, informație și mijloace de comunicare, inclusiv la tehnologiile și sistemele informatice și de comunicații și la alte facilități și servicii deschise sau furnizate publicului, atât în zonele urbane, cât și rurale. Aceste măsuri, care includ identificarea și eliminarea obstacolelor și barierelor față de accesul deplin, trebuie aplicate, printre altele la:
(a)    Clădiri, drumuri, mijloace de transport și alte facilități interioare sau exterioare, inclusiv școli, locuințe, unități medicale și locuri de muncă;
(b)    Serviciile de informare, comunicații și de altă natură, inclusiv serviciile electronice și de urgență.
Art.9.2:Statele Părți vor lua, de asemenea, măsuri potrivite pentru:
(a)    A elabora, promulga și monitoriza implementarea standardelor minime și instrucțiunilor pentru accesibilizarea facilităților și serviciilor deschise publicului sau oferite acestuia;
(b)    A se asigura că entitățile private care oferă facilități și servicii deschise publicului sau oferite acestuia țin cont de toate aspectele legate de accesibilitate, pentru persoanele cu dizabilități;
(c)     A asigura părților implicate formare pe probleme de accesibilitate cu care se confruntă persoanele cu dizabilități;
(d)    A asigura, în clădiri și alte spații publice, semne în limbaj Braille și forme ușor de citit și de înțeles;
(e)   A furniza forme de asistență vie și intermediere, inclusiv ghizi, cititori și interpreți profesioniști de limbaj mimico-gestual, pentru a facilita accesul în clădiri și în alte spații publice;
(f)     A promova alte forme adecvate de asistență și sprijin pentru persoanele cu dizabilități în vederea asigurării accesului acestora la informație;
(g)     A promova accesul persoanelor cu dizabilități la noi tehnologii și sisteme informatice și de comunicații, inclusiv la Internet;
(h)    A promova proiectarea, dezvoltarea, producerea și distribuirea de tehnologii și sisteme informatice și de comunicații accesibile, încă din fazele incipiente, astfel încât aceste tehnologii și sisteme să devină accesibile la costuri minime.

### Recunoaștere egală în fața legii
Art. 12:1.      Statele Părți reafirmă că persoanele cu dizabilități au dreptul la recunoașterea, oriunde s-ar afla, a capacității lor juridice.
2.      Statele Părți vor recunoaște faptul că persoanele cu dizabilități se bucură de asistență juridică în condiții de egalitate cu ceilalți, în toate domeniile vieții.
3.      Statele Părți vor lua toate măsurile adecvate pentru a asigura accesul persoanelor cu dizabilități la sprijinul de care ar putea avea nevoie în exercitarea capacității lor juridice.
4.      Statele Părți se vor asigura că toate măsurile legate de exercitarea capacității juridice prevăd protecția adecvată și eficientă pentru prevenirea abuzurilor, conform legislației internaționale privind drepturile omului. O astfel de protecție va garanta că măsurile referitoare la exercitarea capacității juridice respectă drepturile, voința și preferințele persoanei, nu prezintă conflict de interese și nu au o influență necorespunzătoare, sunt proporționale și adaptate la situația persoanei, se aplică pentru cea mai scurtă perioadă posibilă și se supun revizuirii periodice de către o autoritate competentă, independentă și imparțială sau de către un organ juridic. Măsurile de protecție vor fi proporționale cu gradul în care asemenea măsuri afectează drepturile și interesele persoanei.
5.      În conformitate cu prevederile acestui articol, Statele Părți vor lua toate măsurile adecvate și eficiente pentru a asigura dreptul egal al persoanelor cu dizabilități de a deține sau moșteni proprietăți, de   a-și gestiona propriile venituri și de a avea acces egal la împrumuturi bancare, ipoteci și alte forme de credit financiar și se vor asigura că persoanele cu dizabilități nu sunt deposedate în mod arbitrar de bunurile lor.

### Accesul la justiție
Art. 13.1.      Statele Părți vor asigura acces efectiv la actul de justiție pentru persoanele cu dizabilități, în condiții de egalitate cu ceilalți, inclusiv prin asigurarea de ajustări de ordin procedural și adecvate vârstei, pentru a le facilita un rol activ ca participanți direcți și indirecți, inclusiv ca martori, în toate procedurile legale, inclusiv etapele de investigație și alte etape preliminare.
2.      Pentru a sprijini accesul efectiv la actul de justiție al persoanelor cu dizabilități, Statele Părți vor promova formarea corespunzătoare a celor care lucrează în domeniul administrării justiției, inclusiv a personalului din poliție și penitenciare.

### Dreptul la educație
Art. 24.1. Statele Părți recunosc dreptul persoanelor cu dizabilități la educație. În vederea realizării acestui drept, fără discriminare și cu respectarea principiului egalității de șanse, Statele Părți vor asigura un sistem educațional incluziv la toate nivelurile, precum și formarea continuă, îndreptată spre:
(a) Dezvoltarea pe deplin a potențialului uman, a simțului demnității și a propriei valori, consolidarea respectului pentru drepturile și libertățile fundamentale ale omului și pentru diversitatea umană;
(b)   Dezvoltarea personalității, talentelor și creativității proprii persoanelor cu dizabilități, precum și a abilităților lor mentale și fizice, la potențial maxim;
(c)    A da posibilitatea persoanelor cu dizabilități să participe efectiv la o societate liberă.
2. În îndeplinirea acestui drept, Statele Părți se vor asigura că:
(a)         Persoanele cu dizabilități nu sunt excluse din sistemul educațional pe criterii de dizabilitate, iar copiii cu dizabilități nu sunt excluși din învățământul primar gratuit și obligatoriu sau din învățământul secundar din cauza dizabilității;
(b)        Persoanele cu dizabilități au acces la învățământ primar incluziv, de calitate și gratuit și la învățământ secundar, în condiții de egalitate cu ceilalți, în comunitățile în care trăiesc;
(c)        Se asigură adaptarea rezonabilă a condițiilor la nevoile individuale;
(d)        Persoanele cu dizabilități primesc sprijinul necesar, în cadrul sistemului educațional, pentru a li se facilita o educație efectivă;
(e)        Se iau măsuri eficiente de sprijin individualizat în amenajarea mediului care să maximizeze progresul școlar și socializarea în conformitate cu obiectivul de integrare deplină.
3. Statele Părți vor asigura persoanelor cu dizabilități posibilitatea de a-și dezvolta competențe care să le faciliteze participarea deplină și egală la procesul de învățământ și ca membri ai comunității. În acest scop, Statele Părți vor lua măsurile adecvate, inclusiv prin:
(a)        Facilitarea învățării caracterelor Braille, a sistemelor alternative de scriere, a mijloacelor augmentative și alternative, a mijloacelor și formelor de comunicare și orientare și a aptitudinilor de mobilitate precum și facilitarea sprijinului și îndrumării între persoanele cu aceleași probleme;
(b)       Facilitarea învățării limbajului mimico-gestual și promovarea identității lingvistice a persoanelor cu deficiențe de auz;
(c)        Asigurarea educației persoanelor și mai ales a copiilor, care sunt nevăzători, surzi  sau  cu surdo-cecitate, prin cele mai adecvate și individualizate limbaje, căi și modalități, precum și în medii care să le favorizeze o maximă dezvoltare școlară și socială.
4. Pentru a sprijini exercitarea  acestui drept, Statele Părți vor lua măsurile adecvate pentru angajarea de profesori, inclusiv profesori cu dizabilități, calificați în limbajul mimico-gestual și/sau Braille, și  pentru formarea profesioniștilor și personalului care lucrează la toate nivelurile educaționale. O astfel de formare va presupune cunoașterea problematicii dizabilității și utilizarea modalităților, mijloacelor și formatelor augmentative și alternative adecvate de comunicare, a tehnicilor și materialelor educaționale potrivite pentru susținerea persoanelor cu dizabilități.
5. Statele Părți se vor asigura că persoanele cu dizabilități pot avea acces la învățământ superior, formare vocațională, educație pentru adulți și formare continuă, fără discriminare și în condiții de egalitate cu ceilalți. În acest scop, Statele Părți se vor asigura că persoanelor cu dizabilități li se oferă adaptări adecvate.

### Dreptul la sănătate
Art. 25:Statele Părți recunosc faptul că persoanele cu dizabilități au dreptul să se bucure de cea mai bună stare de sănătate, fără discriminare pe criterii de dizabilitate. Statele Părți vor lua toate măsurile adecvate pentru a asigura accesul persoanelor cu dizabilități la serviciile de sănătate care acordă atenție problemelor specifice de gen, inclusiv refacerea stării de sănătate. În special, Statele Părți vor:
(a) Furniza  persoanelor cu dizabilități aceeași gamă de servicii,  la același nivel de calitate și standard de îngrijire și programe medicale gratuite ori la prețuri accesibile, precum cele furnizate celorlalte persoane, inclusiv în domeniul sănătății sexuale și reproductive și al programelor publice de sănătate pentru populație;
(b) Furniza acele servicii de sănătate specifice, necesare  persoanelor cu  dizabilități, inclusiv servicii adecvate de diagnosticare și de intervenție timpurie și servicii menite să prevină riscul apariției altor dizabilități, inclusiv în rândul copiilor și persoanelor vârstnice;
(c) Furniza aceste servicii de sănătate cât mai aproape posibil de comunitățile în care trăiesc aceste persoane, inclusiv în mediul rural;
(d) Solicita profesioniștilor din domeniul medical să furnizeze persoanelor cu dizabilități îngrijire de aceeași calitate ca și celorlalți, inclusiv pe baza consimțământului conștient și  liber exprimat, printre altele, prin creșterea gradului de conștientizare privind  drepturile omului, demnitatea, autonomia și nevoile persoanelor cu dizabilități, prin instruire și prin promovarea de standarde etice în domeniul  serviciilor de sănătate publice și private;
(e) Interzice discriminarea persoanelor cu dizabilități în ceea ce privește dreptul la asigurare de sănătate  sau  de viață,  în cazul în care legislația națională permite acest lucru, accesul la acest tip de asigurări realizându-se într-o manieră corectă și adecvată;
(f) Împiedica orice refuz discriminator de acordare a îngrijirilor de sănătate ori a serviciilor medicale sau a  unor alimente ori lichide pe criterii de dizabilitate.

### Dreptul de participare
Art.3: Principiile prezentei Convenții sunt:
(c) Participarea și integrarea deplină și efectivă în societate.

### Participarea la viața politică și publică
Art.29:(i) Statele Părți vor garanta persoanelor cu dizabilități drepturi politice și posibilitatea de a beneficia de acestea, în condiții de egalitate cu alții, și se angajează:
(a)    Să se asigure că persoanele cu dizabilități pot participa efectiv și deplin la viața politică și publică, în condiții de egalitate cu ceilalți, în mod direct sau prin reprezentanți liber aleși, precum și dreptul și oportunitatea de a vota și de a fi alese, printre altele, prin:
(i)      Asigurarea de proceduri, facilități și materiale de vot adecvate, accesibile și ușor de înțeles și utilizat;
(ii)     Protejarea dreptului persoanelor cu dizabilități de a vota prin vot secret la alegerile și referendumurile publice, fără intimidare, de a candida la alegeri, de a deține efectiv un mandat ales și de a îndeplini orice funcție publică, la orice nivel guvernamental, facilitând utilizarea tehnologiilor noi și de asistare, acolo unde este cazul;
(iii)    Garantarea exprimării libere a voinței persoanelor cu dizabilități ca electori și în acest scop, dacă este cazul, la solicitarea acestora, să permită asistarea la vot de către o persoană la alegerea lor;
(b)    Să promoveze activ un mediu în care persoanele cu dizabilități pot participa efectiv și pe deplin la administrarea afacerilor publice, fără discriminare și în condiții de egalitate cu ceilalți și să încurajeze participarea lor la afacerile publice, inclusiv:
(i)      Să activeze în cadrul organizațiilor neguvernamentale și asociațiilor care se ocupă de viața publică și politică a țării și la activitățile și administrarea partidelor politice;
(ii)     Să formeze și să adere la organizații ale persoanelor cu dizabilități pentru a le reprezenta pe acestea din urmă la nivel internațional, național, regional și local.